# Non aver paura della zia Marta
Non aver paura della zia Marta è un film thriller del 1988 diretto da Mario Bianchi.

## Trama
La famiglia Hamilton passerà il fine settimana nel vecchio casolare di campagna della zia Marta. Sarà un fine settimana ben diverso dagli altri: sono infatti trascorsi quasi trent'anni da quando Richard ha visto sua zia per l'ultima volta, dato che da sempre in famiglia si è scelto di evitare l'argomento. Le uniche immagini che gli affiorano alla memoria sono un ospedale psichiatrico, zia Marta che urla e batte la testa contro il muro fino a ferirsi, la donna esausta abbandonata su un lettino. Quando gli Hamilton giungono al casolare, vengono accolti dal custode, il quale per conto di Marta continua a rinviarne l'arrivo. Nel frattempo, un ignoto omicida massacra a uno a uno i familiari di Richard ed emerge così la verità su zia Marta: molti anni prima la donna era stata rinchiusa in un manicomio dalla sorella così che quest'ultima insieme al figlio Richard potessero godere indisturbati del suo cospicuo patrimonio.
Alla fine, nella cantina del casolare, Richard troverà il corpo della zia ormai mummificato e vegliato dal custode (che si rivelerà essere l'assassino, desideroso di vendicare Marta perché era il suo amante). Nella colluttazione che segue tra il custode e Richard, questi ha la peggio ma, mentre sta per soccombere, s'accorgerà di avere vissuto solo un'illusione: in realtà ha avuto un incidente automobilistico in cui è deceduta tutta la sua famiglia e lui è l'unico superstite. La vendetta della zia Marta è così compiuta.

## Produzione
Non aver paura della zia Marta fu prodotto in origine per la serie I maestri del brivido di Reteitalia. Come gli altri film del ciclo, non fu mai mandato in onda a causa della violenza considerata eccessiva. Fu trasmesso da reti locali nel 1991 e distribuito in videocassetta l'anno seguente, all'interno del ciclo Lucio Fulci presenta.

## Accoglienza

### Critica
Paolo Mereghetti assegna al film 1 stella su 4 e scrive: "Bianchi non lesina truculenze, e il confuso canovaccio prende prestito qui e là, incluso l'ennesimo omicidio sotto la doccia stile Psyco e con una sorpresina finale rubata ad Accadde al ponte di Owl Creek di Ambrose Bierce".